# Adolf Müller (Politiker, 1864)
Benjamin Adolf Müller (* 27. Februar 1864 in Grebenstein; † 9. August 1931 in Bad Sooden-Allendorf) war ein deutscher Kommunalpolitiker und Abgeordneter des Provinziallandtages der preußischen Provinz Hessen-Nassau. 

## Leben
Adolf Müller wurde als Sohn des Rentners Johann Heinrich Müller und dessen Gemahlin Sabine Elisabeth Steinmetz geboren. Nach seiner Schulausbildung wurde er Bürogehilfe beim Bürgermeisteramt seines Heimatortes. Er leistete Militärdienst, absolvierte die Regimentsschule beim 11. Feldartillerie-Regiment in Kassel und wechselte in die Militärverwaltungslaufbahn. 1888 machte er das Zahlmeisterexamen und nahm diese Funktion im Infanterie-Regiment Nr. 83 in Kassel  sowie in einer Landwehr-Einheit wahr.
Nach seinem Ausscheiden aus dem Militär im Jahre 1894 fand er Beschäftigung bei der Hessischen Landeskreditkasse sowie bei der Hessischen Landesversicherungsanstalt. Im Juni 1896 wurde er zum Bürgermeister von Immenhausen ernannt und blieb bis Februar 1898 in diesem Amt, als er zum Bürgermeister von Allendorf gewählt wurde. Er kam in den Kreistag und in den Kreisausschuss des Landkreises Witzenhausen und war Vertreter der Bürgerlichen Partei. Von 1904 bis 1920  hatte er einen Sitz im Kurhessischen Kommunallandtag des Regierungsbezirks Kassel, aus dessen Mitte er ein Mandat für den Provinziallandtag der Provinz Hessen-Nassau erhielt. 